# Municipio de Greene (Ohio)
El municipio de Greene (en inglés: Greene Township) es un municipio ubicado en el condado de Trumbull en el estado estadounidense de Ohio. En el año 2010 tenía una población de 1015 habitantes y una densidad poblacional de 14,86 personas por km².

## Geografía
El municipio de Greene se encuentra ubicado en las coordenadas 41°27′48″N 80°45′41″O / 41.46333, -80.76139. Según la Oficina del Censo de los Estados Unidos, el municipio tiene una superficie total de 68.32 km², de la cual 62,15 km² corresponden a tierra firme y (9,03 %) 6,17 km² es agua.

## Demografía
Según el censo de 2010, había 1015 personas residiendo en el municipio de Greene. La densidad de población era de 14,86 hab./km². De los 1015 habitantes, el municipio de Greene estaba compuesto por el 98,62 % blancos, el 0,49 % eran afroamericanos, el 0,3 % eran amerindios y el 0,59 % eran de una mezcla de razas. Del total de la población el 1,18 % eran hispanos o latinos de cualquier raza.